# Lamed (Tel Aviv)
Lamed (hebrejsky: למד, též Šikun Lamed, שיכון למד nebo Tochnit Lamed, תוכנית למד) je čtvrť v severozápadní části Tel Avivu v Izraeli. Je součástí správního obvodu Rova 1 a samosprávné jednotky Rova Cafon Ma'arav.

## Geografie
Leží na severním okraji Tel Avivu, cca 1 kilometr od pobřeží Středozemního moře a cca 1 kilometr severně od řeky Jarkon, v nadmořské výšce okolo 20 metrů. Dopravní osou je dálnice číslo 2 (Derech Namir), která prochází po jejím východním okraji. Na východě sousedí s čtvrtí Ramat Aviv ha-Jaroka, na jihu s Kochav ha-Cafon, na západě s areálem letiště Sde Dov a na severu leží Ramat Aviv ha-Chadaša.

## Popis čtvrti
Plocha čtvrti je vymezena na severu ulicí Einstein, na jihu třídou Sderot Šaj Agnon, na západě ulicí Sderot Levi Eškol a na východě třídou Sderot Namir. Zástavba má charakter vysokopodlažních obytných budov. V roce 2007 tu žilo 5 526 obyvatel. 